# La mostra delle atrocità
La mostra delle atrocità è un romanzo sperimentale dello scrittore britannico James Graham Ballard pubblicato per la prima volta nel 1970 da Fabbri, e nel 1990 ripubblicato da Rizzoli.
L'opera si differenzia sia dai precedenti romanzi fantascientifici, sia dai successivi di orientamento postmodernista, sia dalla sua recente produzione di stampo apparentemente più convenzionale.

## Struttura
Il libro è diviso in 15 capitoli, che possono essere tranquillamente considerati come testi a sé stanti. Non vi è infatti una trama lineare che colleghi le quindici parti del libro. Bisogna inoltre tener presente che diversi capitoli erano usciti indipendentemente come racconti su riviste inglesi e americane precedentemente alla pubblicazione in raccolta come Mostra delle atrocità. Alcuni personaggi, come Karen Novotny o il dottor Nathan ricorrono in più capitoli, ma non in tutti. Altri, come il paziente dell'ospedale psichiatrico in cui sono ambientati diversi capitoli del libro, cambiano continuamente (come Travis, Trabert, Talbot, ecc. anche se secondo alcuni i personaggi di internati i cui nomi cominciano per T dovrebbero essere considerati come diverse personalità dello stesso individuo). Queste considerazioni spingono a ritenere la Mostra delle atrocità più una raccolta di racconti (fortemente interconnessi) che non un vero e proprio romanzo (per quanto destrutturato e sperimentale).
Un elemento di continuità dei racconti è il luogo in cui sono prevalentemente ambientati: una clinica psichiatrica nella quale i medici hanno organizzata, come ogni anno, una mostra di opere realizzate dai pazienti che però non sono ammessi. Verosimilmente è questa la mostra delle atrocità di cui parla il titolo. Buona parte dei racconti consiste in descrizioni e interpretazioni delle opere esposte, ma anche nelle meditazioni del dottor Nathan sugli strani e morbosi rapporti instauratisi tra pazienti e psichiatri.
Le storie sono deliberatamente disorientanti, spezzate in frammenti, quasi nello stile di William Burroughs che non a caso ha scritto la prefazione; del resto Ballard è sempre stato un grande estimatore del romanziere statunitense. Ciascun capitolo è a sua volta suddiviso in sezioni, lunghe un paragrafo a testa, e provviste di un titolo, scritte in modo da renderli minuscoli racconti autonomi: "romanzi condensati", come li ha definiti lo stesso Ballard. Non si può dire che ci sia un inizio e un epilogo ben definito della Mostra delle atrocità, né che vengano rispettate le regole convenzionali del romanzo o del racconto che pure Ballard ha osservato in gran parte della produzione precedente e successiva. Non solo il protagonista (se lo è) cambia nome e identità in ogni capitolo (Talbert, Traven, Travis, Talbot, etc, etc...), ma il suo ruolo, la sua visione del mondo e anche la sua storia personale precedente all'internamento sembrano cambiare costantemente.

## Mass-media e follia
Si può dire che tutti i racconti/capitoli del libro descrivono come il paesaggio dei mass-media invada inavvertitamente e frammenti la mente degli individui nell'epoca tardomoderna. Se accettiamo l'idea che anche il dottor Nathan, ironicamente, soffra di un esaurimento nervoso, il suo tentativo di trovare un senso ai vari eventi storici del suo tempo, dal suicidio di Marilyn Monroe alle imprese spaziali, dall'assassinio di J.F. Kennedy alla guerra in Vietnam, ha qualcosa di psicotico: e rimettendo in scena quegli eventi, veicolati dai mass-media, Nathan - come il misterioso internato T. - attribuisce loro un significato più personale, che gli consente di entrare in relazione con essi. Non è mai del tutto chiaro cosa avvenga veramente nel libro e cosa accada solo nella testa dei protagonisti. Personaggi che vengono uccisi in un capitolo tornano in quelli successivi (sua moglie sembra morire più volte). Viaggia con una Marilyn Monroe ustionata dalle radiazioni e un pilota di bombardiere del quale nota che i piani del suo volto non parevano intersecarsi correttamente.
Il panorama interiore ed esterno sembrano fondersi (fenomeno tipicamente ballardiano), mentre lo scopo ultimo del protagonista sembra essere quello di scatenare la Terza guerra mondiale, "anche se non in senso convenzionale": una guerra che verrà combattuta interamente nella sua testa. In altri momenti il protagonista pare vedere il mondo intero, e la vita attorno a sé, come niente più che una vasta equazione geometrica, come quando osserva una donna che cammina nell'appartamento che ha affittato, e comprende che la donna è nient'altro che un modulo che moltiplicato per lo spazio/tempo dell'appartamento potrebbe dare un'unità valida per la sua esperienza.
Come si sarà capito a questo punto, non ha molto senso leggere questo libro come fosse un romanzo convenzionale, proprio perché non è stato pensato come tale. E come diversi commentatori sostengono, non ha neanche senso leggerlo dall'inizio alla fine secondo l'ordine in cui si trovano i capitoli. Testo labirintico, la Mostra delle atrocità può essere consultato come un catalogo (di una mostra, per l'appunto) delle ossessioni del nostro tempo.

## Un testo scandaloso
Con capitoli intitolati "Piano per l'assassinio di Jacqueline Kennedy", "Amore e napalm: gli USA formato esportazione", oppure "Ecco perché voglio fottere Ronald Reagan", e con la costante associazione dell'attentato al presidente John Fitzgerald Kennedy con un atto sessuale, il libro è stato oggetto di polemiche accese, in particolare negli Stati Uniti, dove è stato considerato una profanazione dell'immagine del presidente assassinato. Da parte sua Ballard stesso ha dichiarato che per lui La mostra delle atrocità era un tentativo di trovare il senso di quel tragico evento.

## Influenza del libro
Il libro ha ispirato la canzone di apertura dell'album del 1980 'Closer' del gruppo new wave britannico Joy Division dallo stesso titolo. L'album di Merzbow Great American Nude sembra aver tratto il suo nome da uno dei capitoli de La mostra delle atrocità. Due brani dell'album Sacrifice del musicista new wave Gary Numan, del 1994, fanno riferimento al libro di Ballard: "Love and Napalm" e "A Question of Faith", che include il verso "I'll be your exhibition of atrocity". Sul libro si basa l'omonimo film sperimentale del regista statunitense Jonathan Weiss, uscito nel 1998.
Nel 2020 il cantante Francesco Bianconi cita il titolo del romanzo nel testo della canzone "L'abisso", contenuta nel suo primo album solista "Forever".

## Edizioni
- James Graham Ballard, La mostra delle atrocità, traduzione di Antonio Caronia, collana Universale Economica Feltrinelli, Feltrinelli, 2001,  p. 195, ISBN 88-07-81672-5.